# Les Nétanyahou
Les Nétanyahou : Ou le récit d'un épisode somme toute mineur, voire carrément négligeable, dans l'histoire d'une famille très célèbre (titre original : The Netanyahus) est le sixième roman de l'écrivain américain Joshua Cohen paru en 2021 puis traduit en français et publié en 2022. Le roman a reçu le prix Pulitzer de la fiction 2022.
Le livre est centré sur un récit fictif de la rencontre d'Harold Bloom avec Ben-Zion Nétanyahou et sa famille, y compris son fils, Benjamin Nétanyahou, dans une université du nord de l'État de New York à la fin des années 1950, mêlant histoire, fiction et humour.

## Résumé
Ruben Blum est historien et professeur d'histoire à l'université de Corbin dans la petite ville de Corbindale située dans l'État de New York. Seul professeur de confession juive, il est consulté en septembre 1959 par son directeur de son département qui, désirant embaucher un nouveau professeur, lui confie l'évaluation de la candidature d'un spécialiste de l'inquisition ibérique des juifs durant le Moyen Âge, juif lui aussi : Ben-Zion Nétanyahou.
En janvier 1960, Ben-Zion Nétanyahou se rend à Corbindale pour passer un entretien et donner une conférence concernant sa spécialité. Il se rend tout d'abord chez Ruben Blum dont la femme a préparé une petite collation. Mais le candidat au professorat débarque sans avoir prévenu personne avec sa propre femme Tsila, ainsi que leurs trois enfants : l'aîné Jonathan, le cadet Benjamin, et le plus petit Iddo (en). Le comportement désinvolte des Nétanyahou déroute complètement Ruben et sa femme, mais ceux-ci ne sont pas au bout de leur surprise : les évènements qui vont ensuite se dérouler durant la soirée vont rester dans les mémoires !

## Accueil

### Critiques
Le roman a reçu des avis majoritairement favorables de la part des critiques. Dans une critique positive pour The New York Times Book Review, Taffy Brodesser-Akner (en) décrit le roman comme « un travail exaspérant, frustrant et prétentieux — et aussi absorbant, délicieux, hilarant, à couper le souffle et le meilleur et le plus pertinent roman que j'ai lu dans ce qui semble être une éternité ». David Isaacs a fait l'éloge de l'esprit de Cohen au niveau de sa prose, mais a remis en question sa réussite à transmettre un sentiment de profondeur, décrivant le roman dans Literary Review comme « érudit, parfois hilarant et finalement déséquilibré ».

### Distinctions
Le roman a reçu le prix Pulitzer de la fiction 2022.

## Éditions
- The Netanyahus, New York Review Books (en), 22 juin 2021, 248 p.  (ISBN 978-1-68137-607-3)
- Les Nétanyahou, Grasset, 19 janvier 2022, trad. Stéphane Vanderhaeghe, 346 p.  (ISBN 978-2-246-82795-5)
- Les Nétanyahou, J'ai lu no 13676, 4 janvier 2023, trad. Stéphane Vanderhaeghe, 384 p.  (ISBN 978-2-290-38444-2)